# Филипповка (Красноярский край)
Филипповка — деревня в Пировском районе Красноярского края, входит в состав Солоухинского сельсовета.

## География
Деревня находится на расстоянии примерно 36 км (по прямой) к северо-востоку от села Пировское, административного центра района.

### Климат
Климат в районе резко континентальный. Самый теплый месяц — июль, со средней температурой +17,8 °С, с абсолютным максимумом +34,6 °С. Самый холодный месяц — январь: средняя температура составляет –20,1 °С, абсолютный минимум –52,5 °С.

## История
Основана в 1412 году. В 1926 году в деревне проживали 54 жителя, преимущественно русские. В советское время работал колхоз имени Шмидта.

## Население
| 2010 |
| ---- |
| 14   |

### Национальный состав
Согласно результатам переписи 2002 года, в национальной структуре населения русские составляли 74 % из 19 чел., татары — 26 %.